# Matra
Matra (акроним фр. Mécanique Avion TRAction) — французская компания — производитель авиационно-космического оборудования, систем вооружения, лёгкого метро VAL, автомобилей, велосипедов и других транспортных средств, занимавшаяся также производством телекоммуникационного оборудования. 
Принадлежала семье Флориат. Получила известность в середине 1960-х годов как один из ведущих производителей авиакосмических систем и вооружения. В 1965 году приобрела компанию Rene Bonnet («Ренэ Боннэ») для выпуска спортивных и гоночных автомобилей. Её команда была участником чемпионата Формула-1 и марафона на выносливость «24 часа Ле-Мана», побеждая при этом в Ле-Мане в 1972, 1973 и 1974 годах.
Одноместные гоночные машины компании добились успеха главным образом в гонках «Формулы 1» под управлением Джеки Стюарта (Jackie Stewart). Позже компания разработала свой собственный двигатель V12 для спортивных машин и несколько получивших признание гоночных моделей.

## Matra Hautes Technologies
Matra Hautes Technologies (Matra High Technology, MHT — досл. пер. Высокие технологии Матра) — дочерняя компания, занималась производством авиационного и телекоммуникационного оборудования, систем вооружения.
В 1996 года вошла в состав Lagardère Group. В феврале 1999 года слилась с «Аэроспасьяль», образовав «Аэроспасьяль-Матра». С 10 июля 2000 года входит в EADS.

### Подразделения
(деление приводится на этапе объединения с Аэроспасьяль)
- Matra Défense / Матра дефанс;
- Matra Systèmes & Information / Матра систем э информасьон;
- Matra BAe Dynamics / Матра БАэ Дайнемикс (50 % British Aerospace);
- Aerospatiale Matra Missiles / Аэроспасьяль Матра Миссиль;
- Matra Marconi Space / Матра Маркони Спейс (49 % GEC), ныне — EADS Astrium;
- Matra Nortel Communications / Матра Нортел комьюникейшнс (50 % Nortel).

## Дорожные машины Matra
- Matra Djet
- Matra 530
- Matra Bagheera
- Matra Murena
- Talbot Matra Rancho
- Renault Espace
- Renault Avantime

## Команда Формулы-1

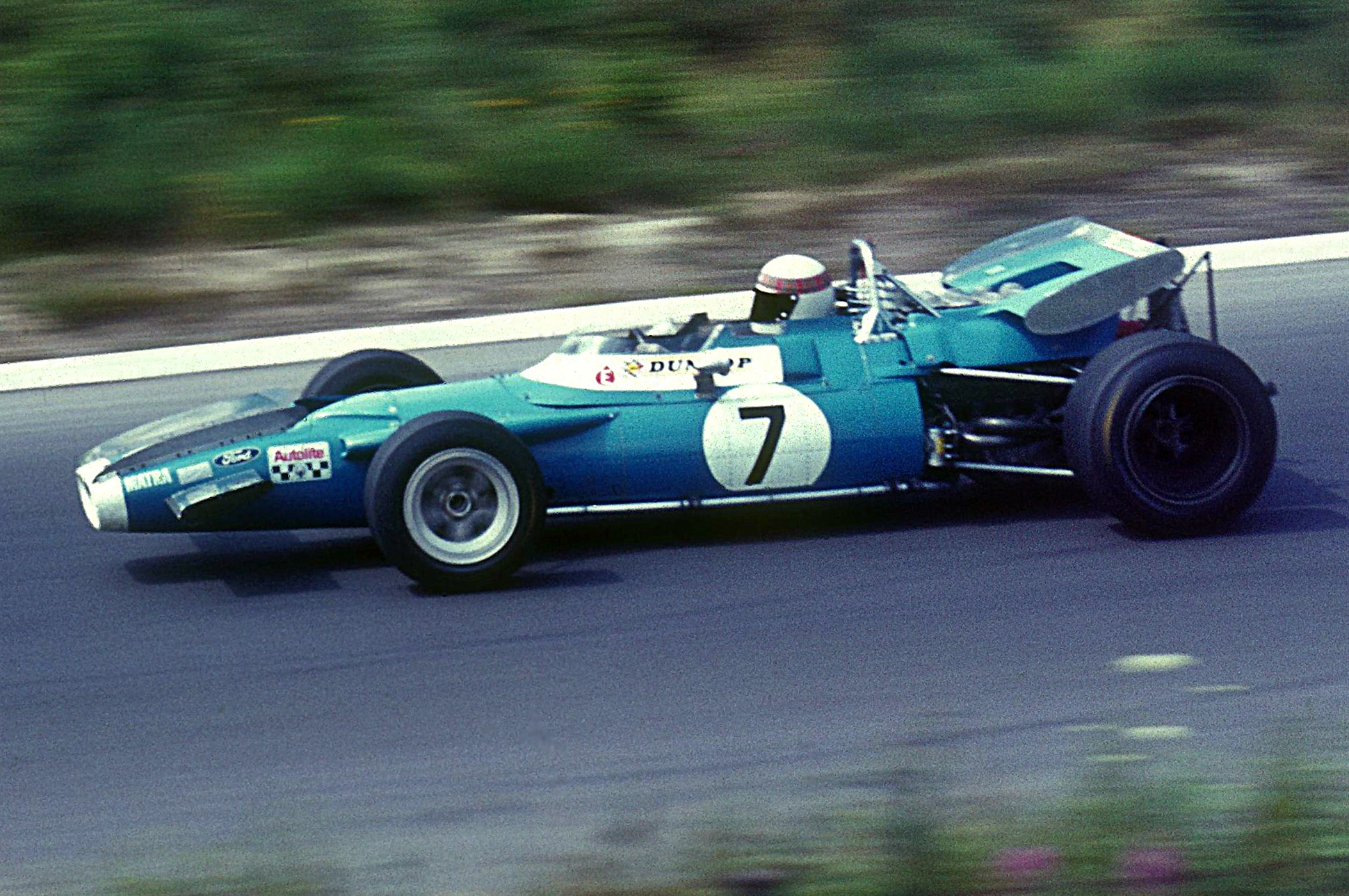
Джеки Стюарт в 1969 году управляет Matra MS80 в Нюрбургринге. Машина раскрашена во «французский гоночный синий» цвет.

Команда Matra участвовала в сезонах 1967—1972 Формулы-1.
Matra-Ford — победитель кубка конструкторов 1969 года вместе с Джеки Стюартом.